# Romero (Film)
Romero ist ein Film des australischen Regisseurs John Duigan. Er stellt das Leben des 1980 ermordeten Erzbischofs von San Salvador, Óscar Romero, dar.

## Handlung
Die Handlung des Films setzt bei der Weihe Romeros zum Erzbischof von San Salvador ein, Romero wird als unpolitischer, geradezu naiver Mensch eingeführt, der die Politisierung der salvadorianischen Kirche verhindern soll.
Im Verlauf des Films wird die Veränderung Romeros deutlich gemacht. Kontakte mit der unterdrückten Bevölkerung El Salvadors und die Ermordung des befreundeten Priesters Rutilio Grande machen ihn letztlich zu einem scharfen Kritiker der Militärdiktatur. Er setzt sich für soziale und politische Reformen ein, wendet sich gegen die Militärhilfe der USA und gegen die Gewalt in seinem Land.
Der Film endet mit der Ermordung Romeros und deutet den darauf folgenden Bürgerkrieg in El Salvador an.

## Kritik
Romero wurde von den Kritikern gut aufgenommen und erhielt 80 % positive Beurteilungen auf Rotten Tomatoes. Der US-amerikanische Kritiker Roger Ebert von der Chicago Sun-Times gab dem Film 2 ½ Sterne von vier. Er lobte Julias starke schauspielerische Leistung

## Auszeichnung
„Romero“ wurde 1991 für den Political Film Society Award in zwei Kategorien nominiert.